# دلغان مدرسة
دلغان مدرسة (بالفارسية: دلگان مدرسه) هي قرية تقع في قسم نغور الريفي (مقاطعة تشابهار) في إيران. يقدر عدد سكانها بـ 140 نسمة بحسب إحصاء 2016.